# 萊梅班巴區

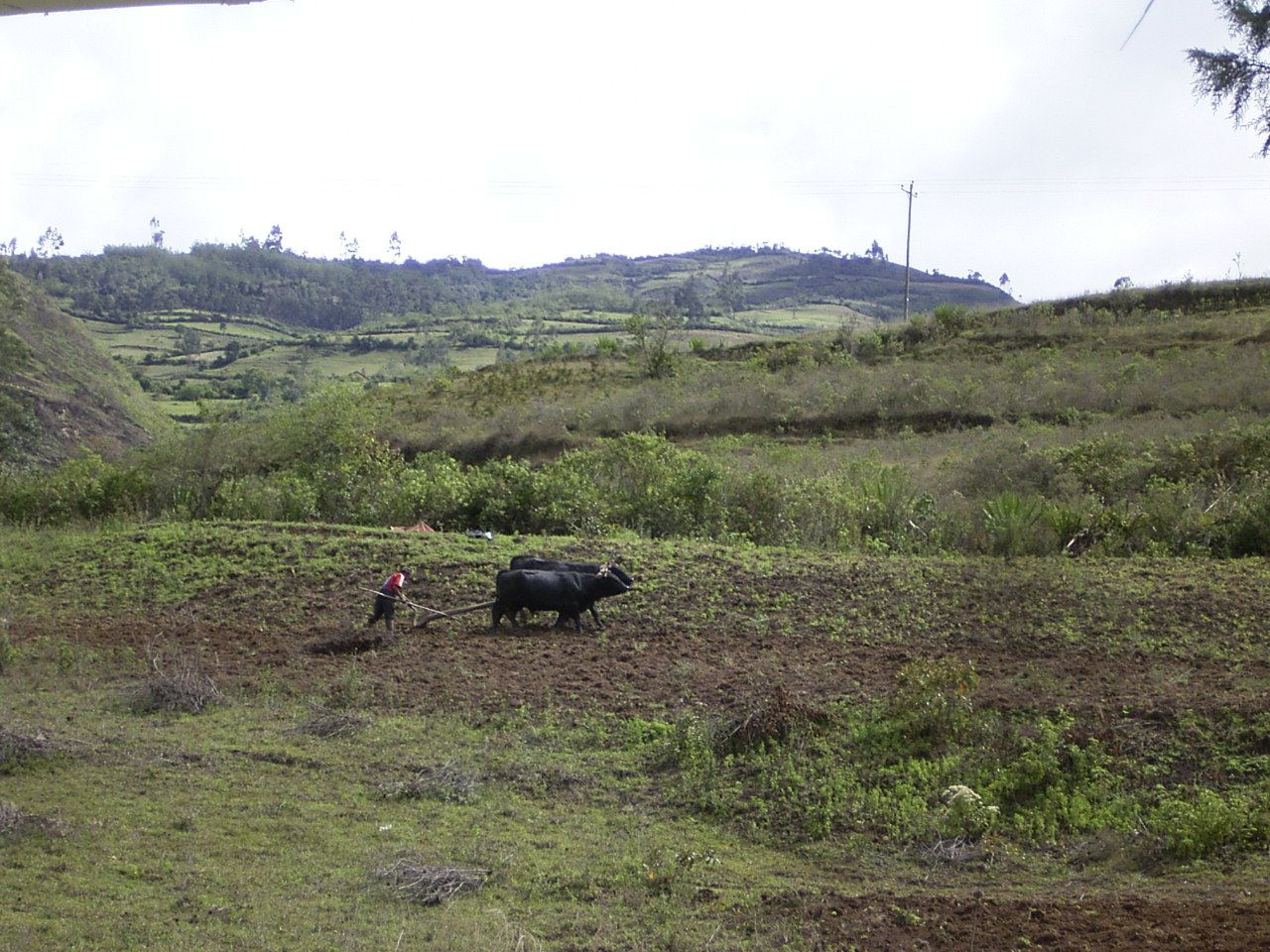

6°40′59″S 77°46′59″W / 6.68306°S 77.78306°W
萊梅班巴區（西班牙語：Distrito de Leimebamba），是秘魯的一個區，位於該國北部亞馬遜大區的查查波亞斯省，始建於1955年5月3日，面積373.1平方公里，海拔高度2,158米，2007年人口3,918，人口密度每平方公里10.5人。